# Атанас Бучков (революционер)
 Тази статия е за българския революционер.  За българския литературен историк вижте Атанас Бучков.  
Атанас Лазаров Бучков е български революционер, деец на Вътрешната македоно-одринска революционна организация.

## Биография
Атанас Бучков е роден в 1876 година в леринското село Пътеле, тогава в Османската империя, днес в Гърция. Посветен е във ВМОРО в 1897 година. Служи като доставчик на оръжие заедно с Дине Абдураманов. След убийството на войводата Марко Лерински и Дине Абдурманов през 1902 година, на 2 май е потърсен от властта, за да бъде арестуван и става нелегален четник при войводата Васил Календжиев. По време на Илинденско-Преображенското въстание през лятото на 1903 година взима участие в сраженията в местностите Горничевска бука, Осново, Маркова кула, Бичкиите, Чеганските Митеризи.
След края на въстанието се легализира при дадената амнистия, но властите правят опит да го арестуват и Бучков отново става нелегален при войводите Тане Стойчев и Васил Календжиев от 1904 до 1906 година. През 1906 година по заповед на Окръжния комитет заминава заедно с Календжиев за Свободна България. След Младотурската революция от 1908 година и обявената амнистия, Бучков се завръща в Пътеле, но скоро е арестуван и лежи в Битолския затвор до 1910 година.
След като Гръцката армия окупира Леринско по време на Балканската война, новите гръцки власти го арестуват в 1912 и в 1913 година и лежи в Лерин и в Кожани. По време на Първата световна война в 1916 година подпомага Леринското настъпление на Българската армия с разузнавателни сведения. При оттеглянето на българските части, зедно с братята Димитър и Георги Петрови Марчелови е арестуван от гръцките власти.
По-късно емигрира в България и се установява в Пловдив.
На 3 април 1943 година, като жител на Пловдив, подава молба за българска народна пенсия, която е одобрена и пенсията е отпусната от Министерския съвет на Царство България.